# Mauresque (Guillemin)
Pour les articles homonymes, voir Mauresque.
 (janvier 2025).
Mauresque  est une statuette en fonte attribuée à Émile-Coriolan Guillemin (1841-1907), fondue entre 1889 et 1930 par la fonderie Durenne et conservée au musée municipal de Saint-Dizier.